# スティーヴン・ヘールズ
スティーヴン・ヘールズ（英語: Stephen Hales、1677年9月17日 - 1761年1月4日）は、イングランド王国ケントベークスボーン出身の生理学者、化学者、物理学者、発明家。本職は牧師であった。

## 略歴
動物の血液循環を研究し、血圧の測定器具を発明。自身が発明した測定器で動脈圧と静脈圧の直接測定に初めて成功。また、1727年に著した主著『植物静力学（Vegetable Staticks）』は植物生理学の先駆とされ、植物が空気から養分を吸収する考えを主張し、気体を採取する時に水上置換法を発明したことでも知られる。この水上置換法（水上置換装置）は後に同国出身の化学者ジョゼフ・ブラックやジョゼフ・プリーストリーらも用い、炭酸ガスや酸素を発見するきっかけを作った。
鉱山や病院、船舶などで用いられる換気装置を発明、慈善活動家としても急性アルコール中毒の危険性を主張した。1956年に「心臓カテーテル法に関する発見」によりノーベル生理学・医学賞を受賞した西ドイツの医師ヴェルナー・フォルスマンは受賞スピーチの際に「動物に対する最初の心臓のカテーテル法を実施したのはスティーヴン・ヘールズにある」と発言したエピソードでも知られる。
アメリカ植物生理学会が主催する植物生理学の研究に優れた人物に贈られるスティーヴン・ヘールズ賞にも名を残し、エゴノキ科の植物ハレーシアにも名を残している。

## 生涯
11世紀までさかのぼることのできるケントの名家の出身で父親はサー・ロバート・ヘールズである。ケンブリッジ大学のコーパス・クリスティ・カレッジ（セント・ベネディクト・カレッジ）で聖職者になるための教育を受け、助祭となった。学問の分野でニュートンやウィリアム・ステュークリ（William Stukeley）の影響を受け、実験室をつくり、物理学や化学、植物学、解剖学などの実験を行った。天文学のロジャー・コーツ（Roger Cotes）やジョン・ヴィガーニ（John Francis Vigani）の化学の講義を聴き、ジョン・レイのために植物採集に参加した。
1709年に神学の学位を得て、ロンドンに近いテムズ川沿いのテディントンの司祭に任じられ、終生その地で暮らした。小さな村の司祭の収入は少なかったが、実家からの十分な資金を得て暮らした。
筋肉の働きの研究に続いて、動物をつかって動脈圧と静脈圧の直接測定に初めて成功し、その結果を著書に著した。1720年、馬の血管に器具をさして血液を圧力計に導き血圧を測定したとされる。植物生理学の分野の根圧の測定の実験や、航海時の換気システムの提案など予防医学の分野でも先駆的な業績をあげた。1718年に王立協会のフェローに選出され、1739年に王立協会からコプリ・メダルを受賞した。

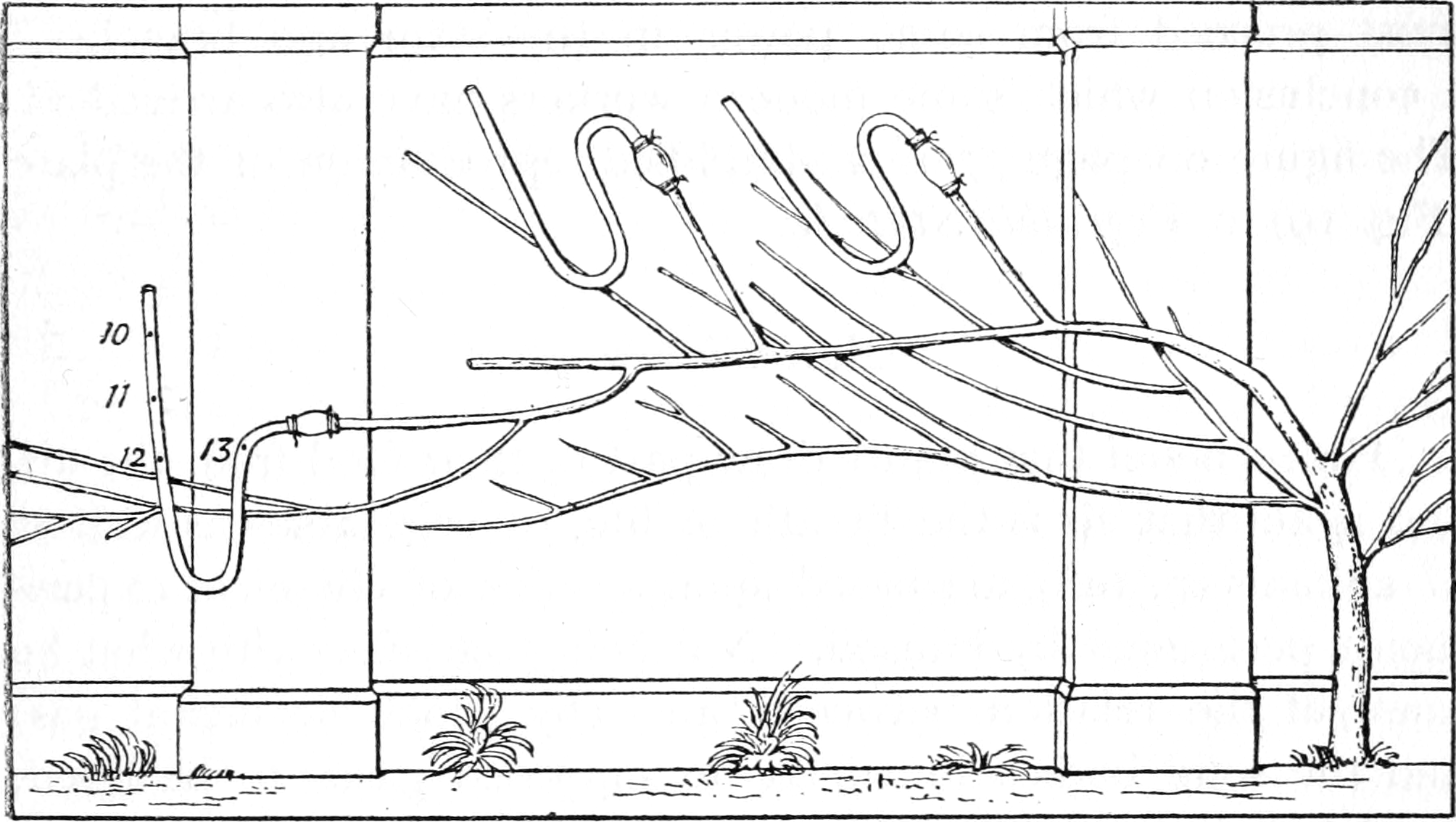
Vegetable staticksの挿画

## 著書
- 『植物の静力学』Vegetable staticks, or an account of some statical experiments on the sap of vegetables. London 1727

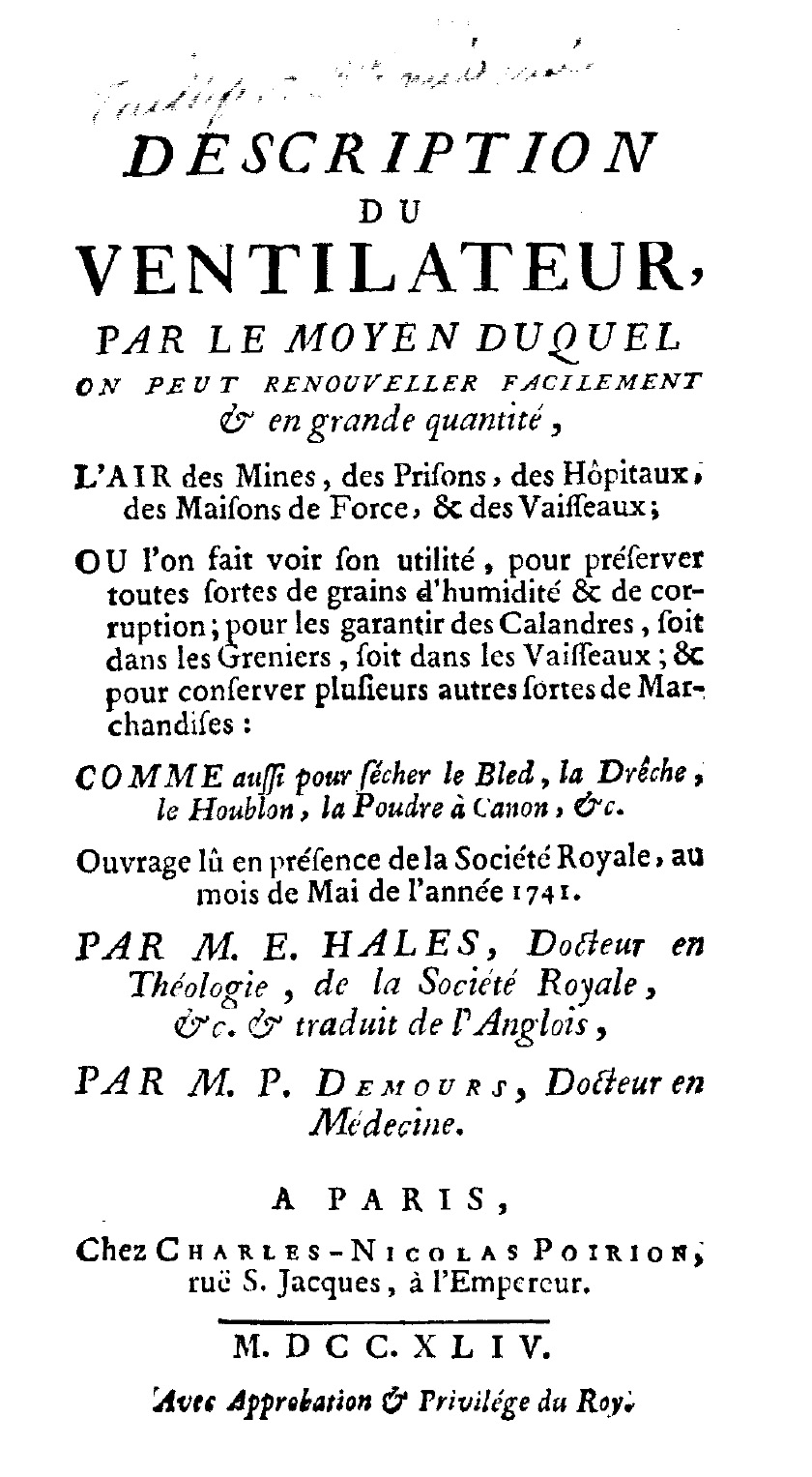
Description of ventilators, 1744

- Statical Essays: Containing Haemastatics; Or, An Account of some Hydraulic and Hydrostatical Experiments Made on the Blood and Blood-Vessels of Animals. London 1733
- Statical Essays: Containing Vegetable Staticks; Or, An Account of some Statical Experiments on the Sap in Vegetables. London 1738
- A Description of Ventilators. London 1743 Description of ventilators, 1744
- An Account of a Useful Discovery to Distill double the usual quantity of Sea-water, by Blowing Showers of Air up through the Distilling Liquor … and an Account of the Benefit of Ventilators. London 1756